# Plounévez-Moëdec
Plounévez-Moëdec (tiếng Breton: Plounevez-Moedeg) là một xã của tỉnh Côtes-d’Armor, thuộc vùng Bretagne, tây bắc Pháp.

## Dân số
Người dân ở Plounévez-Moëdec được gọi là Plounévéziens.